# Нау-Аран
На́у-Ара́н (окс. Naut Aran, кат. Alt Aran, ісп. Naut Aran / Alto Arán) - муніципалітет, розташований в Автономній області Каталонія, в Іспанії. Код муніципалітету за номенклатурою Інституту статистики Каталонії - 250254. Знаходиться у терсунах Артіес-е-Ґарос та Пужолу району (кумарки) Баль-д'Аран (коди району - 39 та VN) провінції Льєйда, згідно з новою адміністративною реформою перебуватиме у складі Баґарії (округи) Ал-Пірінеу і Баль-д'Аран. 
Терсун Артіес-е-Ґарос (окс. Arties e Garòs) включає частину муніципалітету Нау-Аран, зокрема міські райони (раніше окремі селища та хутори) Артіес (окс. Arties) та Ґарос (окс. Garòs). Терсун Пужолу (окс. Pujòlo) включає іншу частину муніципалітету Нау-Аран, зокрема міські райони (раніше окремі селища та хутори) Тредос (окс. Tredòs), Бажерґе (окс. Bagergue), Саларду (окс. Salardú), Унья (окс. Unha) та Жесо (окс. Gessa).

## Населення
Населення міста (у 2007 р.) становить 1.716 осіб (з них менше 14 років - 13,9%, від 15 до 64 - 75%, понад 65 років - 11,1%). У 2006 р. народжуваність склала 21 особа, смертність - 9 осіб, зареєстровано 4 шлюби. У 2001 р. активне населення становило 782 особи, з них безробітних - 52 особи.

Серед осіб, які проживали на території міста у 2001 р., 1.065 народилися в Каталонії (з них 665 осіб у тому самому районі, або кумарці), 300 осіб приїхало з інших областей Іспанії, а 79 осіб приїхало з-за кордону. 

Університетську освіту має 15% усього населення. 

У 2001 р. нараховувалося 529 домогосподарств (з них 32,7% складалися з однієї особи, 20,2% з двох осіб,14,9% з 3 осіб, 18,3% з 4 осіб, 7,4% з 5 осіб, 3,8% з 6 осіб, 1,5% з 7 осіб, 0,6% з 8 осіб і 0,6% з 9 і більше осіб).

Активне населення міста у 2001 р. працювало у таких сферах діяльності : у сільському господарстві - 2,7%, у промисловості - 4,7%, на будівництві - 11,4% і у сфері обслуговування - 81,2%. 

 У муніципалітеті або у власному районі (кумарці) працює 846 осіб, поза районом - 216 осіб.

### Безробіття
У 2007 р. нараховувалося 12 безробітних (у 2006 р. - 12 безробітних), з них чоловіки становили 50%, а жінки - 50%.

## Економіка

### Підприємства міста

#### Промислові підприємства
| \| Промислові підприємства міста, за сферою діяльності \| Промислові підприємства міста, за сферою діяльності \| Промислові підприємства міста, за сферою діяльності \| \| Рік \| 2002 р. \| 2001 р. \| \| --------------------------------------------------- \| --------------------------------------------------- \| --------------------------------------------------- \| \| Енергетичні та водні ресурси \| 40% \| 40% \| \| Хімія та метали \| 20% \| 20% \| \| Переробка металів \| 0% \| 0% \| \| Продукти харчування \| 0% \| 0% \| \| Текстиль \| 0% \| 0% \| \| Виробництво меблів, видання \| 20% \| 20% \| \| Інше \| 20% \| 20% \| \| Усього підприємств \| 5 \| 5 \| |         |         |
| Промислові підприємства міста, за сферою діяльності |         |         |
| Рік | 2002 р. | 2001 р. |
| Енергетичні та водні ресурси | 40%     | 40%     |
| Хімія та метали | 20%     | 20%     |
| Переробка металів | 0%      | 0%      |
| Продукти харчування | 0%      | 0%      |
| Текстиль | 0%      | 0%      |
| Виробництво меблів, видання | 20%     | 20%     |
| Інше | 20%     | 20%     |
| Усього підприємств | 5       | 5       |

#### Роздрібна торгівля
| \| Підприємства роздрібної торгівлі міста, за сферою діяльності \| Підприємства роздрібної торгівлі міста, за сферою діяльності \| Підприємства роздрібної торгівлі міста, за сферою діяльності \| \| Рік \| 2002 р. \| 2001 р. \| \| ------------------------------------------------------------ \| ------------------------------------------------------------ \| ------------------------------------------------------------ \| \| Продукти харчування \| 26,5% \| 24,2% \| \| Одяг та взуття \| 2,9% \| 3% \| \| Товари для дому \| 5,9% \| 9,1% \| \| Книги та періодичні видання \| 5,9% \| 6,1% \| \| Промислова хімічна продукція \| 11,8% \| 12,1% \| \| Продукція, пов'язана з транспортними засобами \| 0% \| 0% \| \| Інше \| 47,1% \| 45,5% \| \| Усього підприємств \| 34 \| 33 \| |         |         |
| Підприємства роздрібної торгівлі міста, за сферою діяльності |         |         |
| Рік | 2002 р. | 2001 р. |
| Продукти харчування | 26,5%   | 24,2%   |
| Одяг та взуття | 2,9%    | 3%      |
| Товари для дому | 5,9%    | 9,1%    |
| Книги та періодичні видання | 5,9%    | 6,1%    |
| Промислова хімічна продукція | 11,8%   | 12,1%   |
| Продукція, пов'язана з транспортними засобами | 0%      | 0%      |
| Інше | 47,1%   | 45,5%   |
| Усього підприємств | 34      | 33      |

#### Сфера послуг
| \| Підприємства міста, що працюють у сфері послуг, за діяльністю \| Підприємства міста, що працюють у сфері послуг, за діяльністю \| Підприємства міста, що працюють у сфері послуг, за діяльністю \| \| Рік \| 2002 р. \| 2001 р. \| \| ------------------------------------------------------------- \| ------------------------------------------------------------- \| ------------------------------------------------------------- \| \| Гуртова торгівля \| 0% \| 0% \| \| Готелі та готельний бізнес \| 54,9% \| 58,3% \| \| Транспорт та зв'язок \| 4,9% \| 5,2% \| \| Посередницькі фінансові послуги \| 3,4% \| 3,6% \| \| Послуги підприємствам \| 1,5% \| 1% \| \| Послуги фізичним особам \| 16,7% \| 15,6% \| \| Нерухомість та ін. \| 18,6% \| 16,1% \| \| Усього підприємств \| 204 \| 192 \| |         |         |
| Підприємства міста, що працюють у сфері послуг, за діяльністю |         |         |
| Рік | 2002 р. | 2001 р. |
| Гуртова торгівля | 0%      | 0%      |
| Готелі та готельний бізнес | 54,9%   | 58,3%   |
| Транспорт та зв'язок | 4,9%    | 5,2%    |
| Посередницькі фінансові послуги | 3,4%    | 3,6%    |
| Послуги підприємствам | 1,5%    | 1%      |
| Послуги фізичним особам | 16,7%   | 15,6%   |
| Нерухомість та ін. | 18,6%   | 16,1%   |
| Усього підприємств | 204     | 192     |

## Житловий фонд
У 2001 р. 9,8% усіх родин (домогосподарств) мали житло метражем до 59 м2, 18,3% - від 60 до 89 м2, 33,8% - від 90 до 119 м2 і
38% - понад 120 м2.

З усіх будівель у 2001 р. 16,6% було одноповерховими, 30,7% - двоповерховими, 48,3
% - триповерховими, 2,6% - чотириповерховими, 0,6% - п'ятиповерховими, 0,3% - шестиповерховими,
0,5% - семиповерховими, 0,5% - з вісьмома та більше поверхами.

## Автопарк
| \| Автомобілі, зареєстровані у місті, за призначенням \| Автомобілі, зареєстровані у місті, за призначенням \| Автомобілі, зареєстровані у місті, за призначенням \| \| Рік \| 2006 р. \| 2005 р. \| \| -------------------------------------------------- \| -------------------------------------------------- \| -------------------------------------------------- \| \| Приватні автомобілі \| 56,5% \| 58,9% \| \| Мотоцикли \| 11,4% \| 10,6% \| \| Вантажівки \| 25,6% \| 24,3% \| \| Трактори \| 0,1% \| 0,1% \| \| Автобуси та ін. \| 6,5% \| 6,1% \| \| Усього автомобілів \| 1.347 шт. \| 1.334 шт. \| |           |           |
| Автомобілі, зареєстровані у місті, за призначенням |           |           |
| Рік | 2006 р.   | 2005 р.   |
| Приватні автомобілі | 56,5%     | 58,9%     |
| Мотоцикли | 11,4%     | 10,6%     |
| Вантажівки | 25,6%     | 24,3%     |
| Трактори | 0,1%      | 0,1%      |
| Автобуси та ін. | 6,5%      | 6,1%      |
| Усього автомобілів | 1.347 шт. | 1.334 шт. |

## Вживання каталанської мови
У 2001 р. каталанську мову у місті розуміли 97% усього населення (у 1996 р. - 97,6%), вміли говорити нею 82,9% (у 1996 р. - 
81,4%), вміли читати 80,3% (у 1996 р. - 77,6%), вміли писати 46,6
% (у 1996 р. - 39,8%). Не розуміли каталанської мови 3%.

## Політичні уподобання
У виборах до Парламенту Каталонії у 2006 р. взяло участь 670 осіб (у 2003 р. - 755 осіб). Голоси за політичні сили розподілилися таким чином:
| \| Вибори до Парламенту Каталонії \| Вибори до Парламенту Каталонії \| Вибори до Парламенту Каталонії \| \| Рік \| 2006 р. \| 2003 р. \| \| -------------------------------------- \| ------------------------------ \| ------------------------------ \| \| Конвергенція та Єднання (CiU) \| 39,9% \| 44,5% \| \| Соціалістична партія Каталонії (PSC) \| 30,9% \| 31,8% \| \| Народна партія (PP) \| 14,5% \| 10,3% \| \| Ініціатива за зелену Каталонію (IC) \| 3,6% \| 3,8% \| \| Республіканська лівиця Каталонії (ERC) \| 8,5% \| 7,8% \| \| Громадянська партія (C's) \| 1,8% \| 0% \| \| Інші \| 0,9% \| 1,7% \| |         |         |
| Вибори до Парламенту Каталонії |         |         |
| Рік | 2006 р. | 2003 р. |
| Конвергенція та Єднання (CiU) | 39,9%   | 44,5%   |
| Соціалістична партія Каталонії (PSC) | 30,9%   | 31,8%   |
| Народна партія (PP) | 14,5%   | 10,3%   |
| Ініціатива за зелену Каталонію (IC) | 3,6%    | 3,8%    |
| Республіканська лівиця Каталонії (ERC) | 8,5%    | 7,8%    |
| Громадянська партія (C's) | 1,8%    | 0%      |
| Інші | 0,9%    | 1,7%    |

У муніципальних виборах у 2007 р. взяло участь 899 осіб (у 2003 р. - 925 осіб). Голоси за політичні сили розподілилися таким чином:
| \| Муніципальні вибори \| Муніципальні вибори \| Муніципальні вибори \| \| Рік \| 2007 р. \| 2003 р. \| \| -------------------------------------- \| ------------------- \| ------------------- \| \| Конвергенція та Єднання (CiU) \| 54,7% \| 0% \| \| Соціалістична партія Каталонії (PSC) \| 45,3% \| 40,4% \| \| Народна партія (PP) \| 0% \| 0% \| \| Ініціатива за зелену Каталонію (IC) \| 0% \| 0% \| \| Республіканська лівиця Каталонії (ERC) \| 0% \| 0% \| \| Громадянська партія (C's) \| 0% \| 0% \| \| Інші \| 0% \| 59,6% \| |         |         |
| Муніципальні вибори |         |         |
| Рік | 2007 р. | 2003 р. |
| Конвергенція та Єднання (CiU) | 54,7%   | 0%      |
| Соціалістична партія Каталонії (PSC) | 45,3%   | 40,4%   |
| Народна партія (PP) | 0%      | 0%      |
| Ініціатива за зелену Каталонію (IC) | 0%      | 0%      |
| Республіканська лівиця Каталонії (ERC) | 0%      | 0%      |
| Громадянська партія (C's) | 0%      | 0%      |
| Інші | 0%      | 59,6%   |